# 世界 世界 世界
《世界 世界 世界》（ワールド ワールド ワールド、World World World）是日本搖滾樂隊ASIAN KUNG-FU GENERATION的第四張專輯，於2008年3月5日由Ki/oon Records發售。

## 概要
距離上張專輯「ファンクラブ」，是相隔2年的專輯。初回限定版附有World插畫封套。和「ソルファ」一樣有黑膠唱片盤，於3月26日開始發售。和一般的歌詞本不同，全部歌詞都附帶英譯，這是因為6月發售迷你專輯的關係。撇除去年在這張專輯的製作重點，看後藤的日記，新曲之構成和錄音等的文字都很搶眼。同時，在夏日音樂祭有精力豐沛的演出，專輯也有收錄那時演唱的歌曲。標題的「World World World」裡所示的三個世界，後藤指出「由自己視線所見的主觀世界」「自己的思想範圍內儘可能客觀所見的世界」及「超客觀世界」。
收錄在NANO-MUGEN COMPILATION.2006內的「十二進法の夕景」並沒有收錄在此張專輯。
歌迷有此閒談，出道以後至前作的「フィードバックファイル」為止，被歌迷指出五張大碟的全部名字都有「ファ」字，但在這張專輯卻沒有出現（在專輯發售前，在官網內後藤本人的日記裡並沒有「ファ」這個字眼）順便一提，「ファ」其實並沒有特別的意思。
前作「ファンクラブ」受到自己內心世界沉重的影響。這張專輯突破前作風格，全體的曲調顯得非常明快，有種脫胎換骨的感覺，可以說是一個對外面世界廣濶地開放的一個作品。
和之前的作品相比，這次的歌曲有較多在反映社會訊息的特徵。
歌曲的排列也有作曲者的執著，專輯的13首歌曲是基於一個故事而形成的。
唱片封套是一幅彷似世界貿易中心般的大廈因同時發生多宗恐怖襲擊而被破壞了的畫。於訪問等場合談及隨身音樂播放機之類的「Shuffle（隨機選曲）功能」時，後藤表示「想先聽聽一次過」。

## CD收錄曲
1. （世界 世界 世界）
  - 第1首Instrumental Number（純音樂）。
  - 所有成員參與和唱。
  - 以Live Session（現場演唱活動）作基礎。
2. After Dark（黑夜之後）
  - 以貝斯手山田貴洋所持的概念重新組合作出來的歌曲。
  - 並以宮沢賢治 （页面存档备份，存于）的短編小說（夜鷹之星）裡講述的名為「夜鷹」的小鳥作在為該曲的主題。
  - 曲名並非以破曉而是黃昏（夜之始）作為意象，在此專輯裡是首有「啟始的號砲」般意思的樂曲。
3. （給啟程的你）
  - 歌詞內其中一個主題是「如何可以把握到滿載希望的感覺」。
  - 專輯中最後完成的樂曲。
  - 後半部那印象深刻的美麗旋律，直接和（幼態延續NEOTENY）的開頭連接。
4. （幼態延續NEOTENY）
  - 曲名的意思是「幼形成熟」（※以幼年時的形態不變地成長，保持有生殖機能的現象。在進化論裡便有一說是人類其實是「[類人猿」（chimpanzee）的幼形成熟）
  - 由（世界 世界 世界）至（NEOTENY），都是以一個故事形式所聯繫著。
  - 據聞這首曲是最初在討論這張專輯的時候便已作出來了。
5. （Travelog 旅記）
  - 曲名由Travel＋Blog做出來的新名詞，即旅行遊記的意思
  - 一般認為網路世界的描寫都會廣被接受
6. No.9
  - 團員說這首是在專輯內最為嚴肅的一首歌
  - 「9」這個數字，有包括「日本憲法第九條」等不同的意義包含在內。
  - 在歌詞裡「Patriot」的意思是「愛國者」的意思，或指美軍的愛國者飛彈。
  - 這句特別的重複，據聞是後藤一直夢想想寫的。
7. （Night Diving）
  - 在孤高的詩世界裡，道出像互相追逐般的印象。
  - 團長喜多建介，也有參與這首歌部份地方的演唱。
8. （Laika）
  - 這首歌的的歌名是取自一隻隨太空梭昇上太空的俄羅斯母狗的名字→萊卡 (犬)
  - 2007年於各地的夏日音樂祭上發表。
  - 這首歌在最初的會議時，吉他手喜多建介因身體不適而沒有參加，數日後回錄音室才繼續完成作曲的工作。
  - 加入了一段長長的犬吠聲作為一隻狗的遠吠聲。（就是一開始後藤的歌聲）
9. （行星）
  - 最受到團員歡迎的歌曲
  - 也能看出這首歌詞帶有對日本太過倚頼美國的批判語氣
10. 滾動的岩石，清晨降臨到你身邊
  - 本作品的帶頭單曲，第11張單曲。
  - 後藤以搖滾（Rock'n'Roll）率直的感覺去唱。
  - 從前述便能明白，「滾動的岩石」所指的是「Rock'n'Roll」
  - 據後藤所說「這次是一直以來都想創作一些積極樂觀的東西」的這回事。
11. （World World ゴッチ自彈自唱版）
  - 在AKG的樂曲裡這是首次嘗試，後藤一面彈一面唱。
  - 下一首是（某個小鎮的深藍色），從街道上錄下來的聲音收錄於此張單曲當中，歌曲的後半與其連繫在一塊。
  - 所見之歌詞，是刻意讓人以為只是隨意不同的單字所交替著。
  - 於樂曲的背景中所聽到的節拍器，作用是將收尾的地方拍子拖遲（配合下一曲，（某個藍色的小鎮）的拍子）以程式來控制的
12. 某個小鎮的深藍色
  - 第9張單曲
  - 電影（惡童）主題曲。
  - 收錄後藤錄音的街道腳步聲等雜音。
  - 因長短有別，嚴格說來單曲和專輯的雜音是不同版本。
13. （嶄新世界）
  - 第一首的（世界 世界 世界）同樣地以PV的形式被收錄於映像作品集4卷
  - 這首曲子最初是在2007年4月29日舉行的荒吐Rock Fair上演唱的。後藤在錄音時因太投入而流鼻血。
  - PV內有一段由中澤一登導演的Animation Clip（動畫短片）。
  - 這張專輯想傳達的訊息，即使說全部集合在這一曲內也不過份，是一首非常重要的樂曲。
  - 曲子的最後以『世界』大聲地叫了三次。